# Jimmy Quillen
James Henry Quillen, detto Jimmy (Contea di Scott, 11 gennaio 1916 – Kingsport, 2 novembre 2003), è stato un politico statunitense, membro della Camera dei Rappresentanti per lo stato del Tennessee dal 1963 al 1997.

## Biografia
Nato in Virginia, vicino al confine col Tennessee, dopo il liceo Quillen divenne editore del Kingsport Mirror un settimanale con sede nella città di Kingsport. Trasferitosi a Johnson City, fu editore e proprietario di un altro giornale, The Johnson City Times.
Selezionato per il servizio militare nella marina, Quillen prese parte al secondo conflitto mondiale combattendo la guerra del Pacifico. Rientrato nel Tennessee dopo il congedo, ottenne un impiego in banca.
Attivo politicamente con il Partito Repubblicano, nel 1954 fu eletto all'interno della Camera dei rappresentanti del Tennessee, la camera bassa della legislatura statale, dove restò per quattro mandati.
Nel 1961, alla morte del deputato di lungo corso B. Carroll Reece, la vedova Louise venne eletta per portare a termine il mandato del marito ma annunciò di non volersi candidare ulteriormente. Quillen prese così parte alle successive elezioni per il seggio e le vinse, approdando alla Camera dei Rappresentanti nazionale. Negli anni seguenti fu rieletto deputato per altri sedici mandati, rappresentando un distretto congressuale estremamente conservatore.
Quillen rimase in carica fino al 1997, quando lasciò il seggio dopo trentaquattro anni di permanenza. Morì qualche tempo dopo, nel 2003, all'età di ottantasette anni.
A livello ideologico, Quillen si configurava come un repubblicano di vedute conservatrici; votò per due volte contro il Civil Rights Act, a favore delle modifiche al General Agreement on Tariffs and Trade e a favore dell'approvazione del North American Free Trade Agreement.